# Polnische Physikalische Gesellschaft
Die Polnische Physikalische Gesellschaft (Polskie Towarzystwo Fizyczne, PTF)  entstand 1920 bald nach der Gründung des polnischen Staates.
Die Gründung wurde von dem Physiker Józef Wierusz-Kowalski initiiert, der die Physik an der Universität Warschau aufbaute, Mitglied der seit 1907 bestehenden Warschauer Wissenschaftlichen Gesellschaft war (zu der damals auch bedeutende Wissenschaftler wie  Kazimierz Żorawski und Józef Boguski gehörten) und an der Gründung der Technischen Universität in Warschau wesentlich beteiligt war, an der er Professor wurde. Er war ein Schüler von Wilhelm Conrad Röntgen, war Rektor der Universität Fribourg in der Schweiz gewesen und hatte in Paris Marie Curie, eine enge Freundin seiner Frau, mit ihrem späteren Ehemann Pierre Curie bekannt gemacht. Er gründete zunächst 1919 die Warschauer Physikalische Gesellschaft und am 11. April 1920 fand die Gründungsversammlung der Polnischen Physikalischen Gesellschaft mit Delegierten aus Warschau, Wilna, Krakau, Lemberg und Posen statt. Auf dem ersten nationalen Konvent in Warschau trafen sich 1923 rund 200 Mitglieder.
Es gibt eine starke Sektion Physik-Pädagogik auf Schulniveau, die unter anderem seit 1950 Physik-Olympiaden organisiert. Daraus entstanden auch Internationale Physik-Olympiaden (die erste 1967 in Warschau).
Ab 1923 wurden Berichte der Gesellschaft herausgegeben, die sich ab 1932 Acta Physica Polonica nannten. Zunächst wurde in Polnisch veröffentlicht, ab 1933 in der Zeitschrift nur noch in gängigen ausländischen Sprachen mit polnischen Zusammenfassungen. Heute ist die 1949 gegründete Postępy Fizyki (Fortschritte der Physik), die zweimal monatlich mit englischer Zusammenfassung der polnischen Artikel veröffentlicht wird, die offizielle Zeitschrift der Gesellschaft. Sie wirkt auch an der Herausgabe weiterer Zeitschriften mit, darunter das seit 1974 monatlich erscheinende populärwissenschaftliche Magazin Delta und die seit 1991 erscheinende Zeitschrift Foton, beide für Schüler, sowie die zweimonatlich erscheinende Zeitschrift zur Physikdidaktik an Schulen Fizyka w Szkole (Physik an der Schule) und die Zeitschriften für Schüler und Lehrer Fizyka i Przyroda (Physik und Natur) und Moja Fizyka (Meine Physik).
Ihr wichtigster Preis ist die Marian-Smoluchowski-Medaille, benannt nach dem bedeutenden theoretischen Physiker Marian Smoluchowski, der parallel zu Albert Einstein eine Theorie Brownscher Bewegung aufbaute. Gemeinsam mit der DPG vergibt sie seit 1997 den Marian-Smoluchowski-Emil-Warburg-Physikpreis.
Zu den Ehrenmitgliedern gehören Marie Curie, Frédéric Joliot-Curie, Alfred Kastler und Aleksander Jabłoński.